# Stephanie Nakasian
Patricia Stephanie Nakasian (Washington D.C., 29 augustus 1954) is een Amerikaanse jazzzangeres en muziekpedagoge.

## Biografie
Nakasian groeide op in Bronxville en studeerde klassiek viool- en pianospel en zang. Na een studie economie aan de Northwestern University, waar ze de BA en de MBA verwierf, was ze tot 1981 werkzaam voor bankmaatschappijen in New York en Chicago, voordat ze volledig als muzikante ging werken.
In 1983/1984 ging ze met Jon Hendricks op tournee. Sinds 1980 werkt ze vooral samen met de pianist Hod O'Brien, met wie ze getrouwd is en een dochter heeft, de jazzzangeres Veronica Swift. Ze trad sindsdien ook op in meerdere radioshows, onder andere met een tributeprogramma op de componisten Hoagy Carmichael en Walter Donaldson. Bovendien trad ze samen op met Urbie Green, Pat Metheny, Clark Terry, Scott Hamilton, Hank Jones, Roy Haynes, Philly Joe Jones en Annie Ross.
In 1989 presenteerde ze haar debuutalbum Comin' Alive, waarbij ze werd begeleid door Phil Woods, Wayne Andre, Warren Chiasson, Hod O'Brien, Nabil Totah en Bill Goodwin. Er volgden bovendien meerdere tributealbums op zangeressen als Billie Holiday, Lee Wiley en June Christy.

## Verdere carrière
Ze onderwijst zang aan de University of Virginia in Charlottesville en aan het College of William and Mary in Williamsburg. Bovendien hield ze regelmatig workshops aan scholen en lerarenopleidingen. Ze schreef het leerboek It's Not on the Page! How to Integrate Jazz and Jazz Rhythm into Choral and Solo Repertoire, dat in 2001 verscheen.

## Discografie
- 2009: Billie Remembered: The Classic Songs of Billie Holiday
- 2009: Dedicated to Lee Wiley
- 2006: I Love You
- 2006: Thrush Hour: A Study of the Great Ladies of Jazz
- 2002: Lullaby in Rhythm: In Tribute to June Christy
- 2001: Invitation to an Escapade
- 1993: BitterSweet
- 1992: French Cookin'
- 1989: Comin' Alive

- International Standard Name Identifier: 0000 0000 4200 2101
- Library of Congress Control Number: no98032559
- MusicBrainz: b14274c4-d6fb-4483-92f9-e94c977743b5
- Virtual International Authority File: 68544562
- WorldCat: E39PBJkhGDpXjrtrhdPR48jgrq